# مارتا سوبليسي
مارتا سوبليسي سياسية وعالمة نفس برازيلية. شغلت منصب عمدة ساو باولو من عام 2001 إلى عام 2004. شغلت فيما بعد منصب وزيرة السياحة البرازيلية بين 14 مارس 2007 و4 يونيو 2008، عندما استقالت لترشح مرة أخرى لرئاسة بلدية ساو باولو. في عام 2015 تركت حزب العمال البرازيلي. سوبليسي عضو حاليًا في حزب التكافل.

## المسار المهني
التحقت مارتا سوبليسي بجامعة ولاية ميتشيغان (1966-1968)، والجامعة البابوية الكاثوليكية في ساو باولو (1969-1975). تخرجت في جامعة ستانفورد (1973). بدأت سوبليسي حياتها المهنية كمذيعة تلفزيونية، حيث قدمت نصائح جنسية في برنامج شهير اسمه تلفزيون المرأة. أثناء عملها كعضوة في الكونجرس اقترحت قانونًا للنقابات المدنية للمثليين. بعد ترشحها لمنصب حاكم ساو باولو وخسارتها أمام ماريو كوفاس من الحزب الديمقراطي الاجتماعي البرازيلي في عام 1998 تم انتخابها عمدة لعاصمة الولاية ساو باولو في عام 2000.
تتميز إدارتها للمدينة بالتغييرات التي أجرتها على نظام حافلات المدينة، حيث قامت بإنشاء تذكرة صالحة لمدة ساعتين، تسمى تذكره لشخص واحد. في نظام التعليم العام أنشأت مدارس كبيرة ومراكز ثقافية تسمى "CEU"، والتي تم بناؤها في أفقر الأحياء في المدينة. في نهاية فترة إدارتها بدأت في بناء العديد من الأنفاق التي خففت من حركة المرور في بعض نقاط المدينة. كما قامت بزيادة العديد من الضرائب البلدية الحالية بالإضافة إلى إنشاء ضرائب جديدة. في عام 2004 ترشحت لولاية ثانية لكن تمت الإطاحة بها من قبل المرشح الرئاسي السابق في الحزب الديمقراطي الاجتماعي خوسيه سيرا.
في 14 مارس 2007 قبلت سوبليسي دعوة لويس إيناسيو لولا دا سيلفا لتصبح وزير السياحة الجديد. في وقت لاحق من نفس العام في 13 يونيو 2007 عند إجراء مقابلة حول أزمة الطيران البرازيلية 2006-2007، اقترحت سوبليسي أن مستخدمي مطار كونجونهاس في ساو باولو الذين عانوا من تأخيرات طويلة أثناء توجههم لقضاء عطلة يجب أن «يسترخوا ويستمتعوا لأنهم سينسون مشاكل بعد ذلك». اشتمل خطابها على إيحاء مزدوج، حيث أن الكلمة التي استخدمتها لـ «استمتع» يمكن أن تشير أيضًا إلى النشوة الجنسية.
في 3 أكتوبر 2010 تم انتخاب سوبليسي لمجلس الشيوخ الفيدرالي للبرازيل، لتصبح العضوة الأعلى تصويتًا في مجلس الشيوخ على الإطلاق، حيث حصلت على أكثر من 8.2 مليون صوت. وهي أيضًا أول امرأة منتخبة في مجلس الشيوخ من ساو باولو الولاية الأكثر اكتظاظًا بالسكان في البرازيل. وعدت بالقتال من أجل الموافقة على قانون PLC 122، وهو مشروع قانون يجرم رهاب المثلية، كما أعادت تقديم مشروع قانون النقابات المدنية للمثليين. حصلت الأخيرة على أول فوز لها في لجنة حقوق الإنسان التابعة لمجلس الشيوخ في 24 مايو 2012.
في عام 2016 بعد مغادرة حزب العمال والانضمام إلى الحركة الديمقراطية البرازيلية، دعمت سوبليسي بقوة نائب الرئيس ميشيل تامر ورئيس الكونغرس إدواردو كونها في التحرك لعزل زميلتها السابقة في الحزب السياسي الرئيسة ديلما روسيف. اعتبر الكثيرون أن قرار سوبليسي مثير للانقسام بشدة، بمن فيهم ابنها سوبلا.

## الأسرة
لدى سوبليسي ثلاثة أبناء أحدهم الموسيقار سوبلا. من عام 1965 إلى عام 2001 كانت متزوجة من إدواردو سوبليسي عضو مجلس الشيوخ البرازيلي من حزب العمال البرازيلي من ولاية ساو باولو وهو والد أطفالها. في وقت لاحق تزوجت من لويس فافر الذي طلقته بعد علاقة قرابة ثماني سنوات. وهي حاليًا تواعد مارسيو توليدو الرئيس السابق لنادي جوكي ساو باولو.